# 孫德榮
孫德榮（1960年12月20日—），臺灣娛樂經紀人、製作人。栽培过許多艺人，其中包括團體四大天王、罗密欧、5566、183club、七朵花、太极，LALA等團體，旗下艺人則有罗志祥、歐漢聲、孙协志、王仁甫、陳喬恩、赵虹乔、黄玉荣、張雨生等。

## 生平
2015年孙德荣吸毒被捕。2020年在Toro郭葦昀的鼓勵下開啟YouTube頻道經營網紅身分，並自稱演藝圈公道伯。

## 孫德榮歷程

### 2015年：罹癌吸毒
2015年10月16日，孫德榮位於台北市內湖區的住家被臺北市政府警察局搜出2小包安非他命，孫德榮被逮捕。孫德榮委託家人表示：「他很后悔，对不起社会、医生、家人、朋友及所有媒体的支持！」

### 2020年：轉型YouTuber
2020年9月25日，孫德榮轉型為YouTuber，自號「孫腫」（諧音「孫總」），開設YouTube頻道《孫腫來了》。
2021年1月4日，孫德榮宣布啟動「喬傑立2.0」，Gino重返喬傑立娛樂、成為「喬傑立2.0」首位簽約藝人。

## 外部連結
- 孫德榮的新浪微博
- 孫腫來了的Facebook專頁
- 孫腫來了的Instagram帳戶